# Nebetah
Nebetah var en egyptisk prinsessa under Egyptens artonde dynasti. 
Hon var dotter till farao Amenhotep III och drottning Tiye och syster till farao Akhenaton. Hon betraktas som en av sina föräldrars yngsta barn. 
Till skillnad från sina äldre systrar gifte hon sig inte med sin far, och hon nämns aldrig någonstans under någon annan titel än den som användes för prinsessor. Hon nämns ingenstans efter sin fars död, och det är möjligt att hon avled ung.  
Det har föreslagits att Nebetah tillhörde dem som bytte namn då hennes bror farao Akhenaton genomförde sina Ateniska reformer. Hon har identifierats med Beketaten, vars namn är tillägnat guden Aton och inte förekom någonstans före de ateniska reformerna. Hon har utpekats som en av kandidaterna för The Younger Lady, och i sådana fall som mor till Tutankhamon. 
Hon finns avbildad mellan sina föräldrar i deras kolossalstaty från Medinet Habu. 